# 34. Turniej Czterech Skoczni
34. Turniej Czterech Skoczni był częścią Pucharu Świata w skokach narciarskich w sezonie 1985/1986. Rozgrywany był od 30 grudnia 1985 do 6 stycznia 1986.
Turniej wygrał  Ernst Vettori.

## Oberstdorf
Data: 30 grudnia 1985

Państwo:  RFN

Skocznia: Schattenbergschanze

### Wyniki konkursu
| Poz. | Imię i nazwisko   | Narodowość     | Punkty |
| ---- | ----------------- | -------------- | ------ |
| 1.   | Pekka Suorsa      | Finlandia      | 212,8  |
| 2.   | Franz Neuländtner | Austria        | 223,9  |
| 3.   | Piotr Fijas       | Polska         | 220,4  |
| 4.   | Ernst Vettori     | Austria        | 216,7  |
| 5.   | Horst Bulau       | Kanada         | 211,7  |
| 6.   | Anssi Nieminen    | Finlandia      | 210,7  |
| 7.   | Pavel Ploc        | Czechosłowacja | 206,6  |
| 8.   | Vegard Opaas      | Norwegia       | 202,3  |
| 9.   | Hroar Stjernen    | Norwegia       | 200,4  |
| 10.  | Per-Inge Tällberg | Szwecja        | 198,5  |

## Garmisch-Partenkirchen
Data: 1 stycznia 1986

Państwo:  RFN

Skocznia: Große Olympiaschanze

### Wyniki konkursu
| Poz. | Imię i nazwisko | Narodowość     | Punkty |
| ---- | --------------- | -------------- | ------ |
| 1.   | Pavel Ploc      | Czechosłowacja | 212,8  |
| 2.   | Ernst Vettori   | Austria        | 211,5  |
| 3.   | Primož Ulaga    | Jugosławia     | 208,9  |
| 4.   | Jens Weißflog   | NRD            | 208,0  |
| 5.   | Jiří Parma      | Czechosłowacja | 201,4  |
| 6.   | Ulf Findeisen   | Norwegia       | 200,9  |
| 7.   | Pekka Suorsa    | Finlandia      | 197,7  |
| 8.   | Bohumil Vacek   | Czechosłowacja | 197,3  |
| 9.   | Piotr Fijas     | Polska         | 196,5  |
| 10.  | Horst Bulau     | Kanada         | 195,4  |

## Innsbruck
Data: 4 stycznia 1986

Państwo:  Austria

Skocznia: Bergisel

### Wyniki konkursu
| Poz. | Imię i nazwisko  | Narodowość     | Punkty |
| ---- | ---------------- | -------------- | ------ |
| 1.   | Jari Puikkonen   | Finlandia      | 212,3  |
| 2.   | Hroar Stjernen   | Norwegia       | 207,2  |
| 3.   | Anssi Nieminen   | Finlandia      | 204,9  |
| 4.   | Bohumil Vacek    | Czechosłowacja | 202,9  |
| 5.   | Jan Henrik Trøen | Norwegia       | 201,3  |
| 6.   | Franz Wiegele    | Austria        | 200,3  |
| 7.   | Primož Ulaga     | Jugosławia     | 199,1  |
| 8.   | Wolfgang Steiert | RFN            | 199,0  |
| 9.   | Ernst Vettori    | Austria        | 197,8  |
| 10.  | Andreas Felder   | Austria        | 197,3  |

## Bischofshofen
Data: 6 stycznia 1987

Państwo:  Austria

Skocznia: Paul-Ausserleitner-Schanze

### Wyniki konkursu
| Poz. | Imię i nazwisko   | Narodowość     | Punkty |
| ---- | ----------------- | -------------- | ------ |
| 1.   | Ernst Vettori     | Austria        | 224,2  |
| 2.   | Franz Neuländtner | Austria        | 221,6  |
| 3.   | Rolf Åge Berg     | Norwegia       | 216,6  |
| 4.   | Primož Ulaga      | Jugosławia     | 215,8  |
| 5.   | Jiří Parma        | Czechosłowacja | 215,3  |
| 6.   | Jens Weißflog     | NRD            | 214,6  |
| 7.   | Vegard Opaas      | Norwegia       | 211,7  |
| 8.   | Pekka Suorsa      | Finlandia      | 206,5  |
| 9.   | Piotr Fijas       | Polska         | 204,6  |
| 10.  | Hroar Stjernen    | Norwegia       | 204,3  |

## Klasyfikacja generalna
| Poz. | Skoczek           | Kraj       | Punkty |
| ---- | ----------------- | ---------- | ------ |
| 1.   | Ernst Vettori     | Austria    | 838,3  |
| 2.   | Franz Neuländtner | Austria    | 813,0  |
| 3.   | Jari Puikkonen    | Finlandia  | 805,8  |
| 4.   | Hroar Stjernen    | Norwegia   | 801,1  |
| 5.   | Rolf Åge Berg     | Norwegia   | 796,6  |
| 6.   | Vegard Opaas      | Norwegia   | 795,1  |
| 7.   | Piotr Fijas       | Polska     | 792,0  |
| 8.   | Olav Hansson      | Norwegia   | 766,9  |
| 9.   | Antonio Lacedelli | Włochy     | 756,7  |
| 10.  | Miran Tepeš       | Jugosławia | 751,4  |